# Schloss Lorzendorf

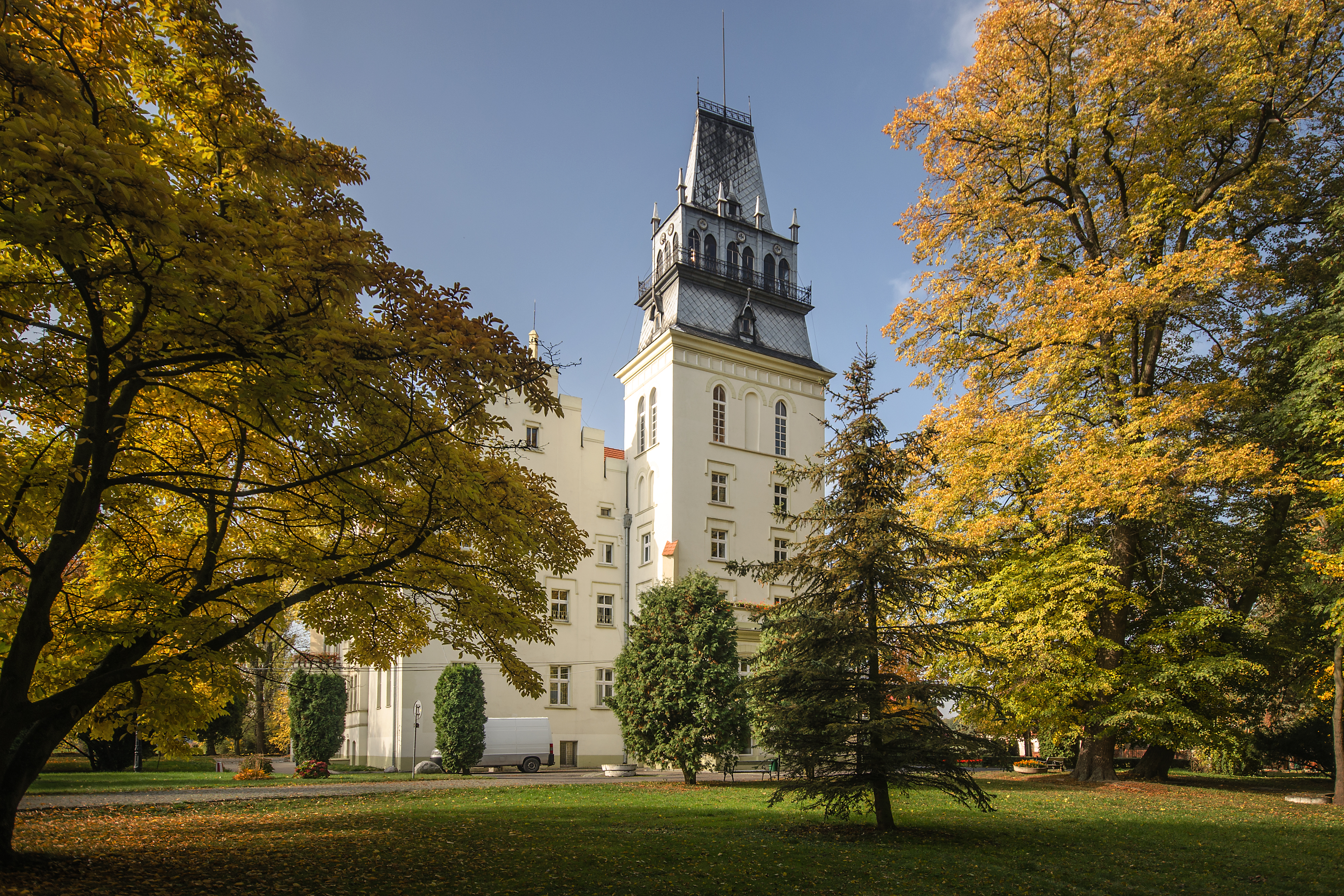
Schloss Lorzendorf, Ostfront (2015)

Das Schloss Lorzendorf (polnisch Pałac Woskowice Małe) ist eine Schlossanlage im niederschlesischen Ort Woskowice Małe (deutsch Lorzendorf) im Powiat Namysłowski (Kreis Namslau).

## Geschichte

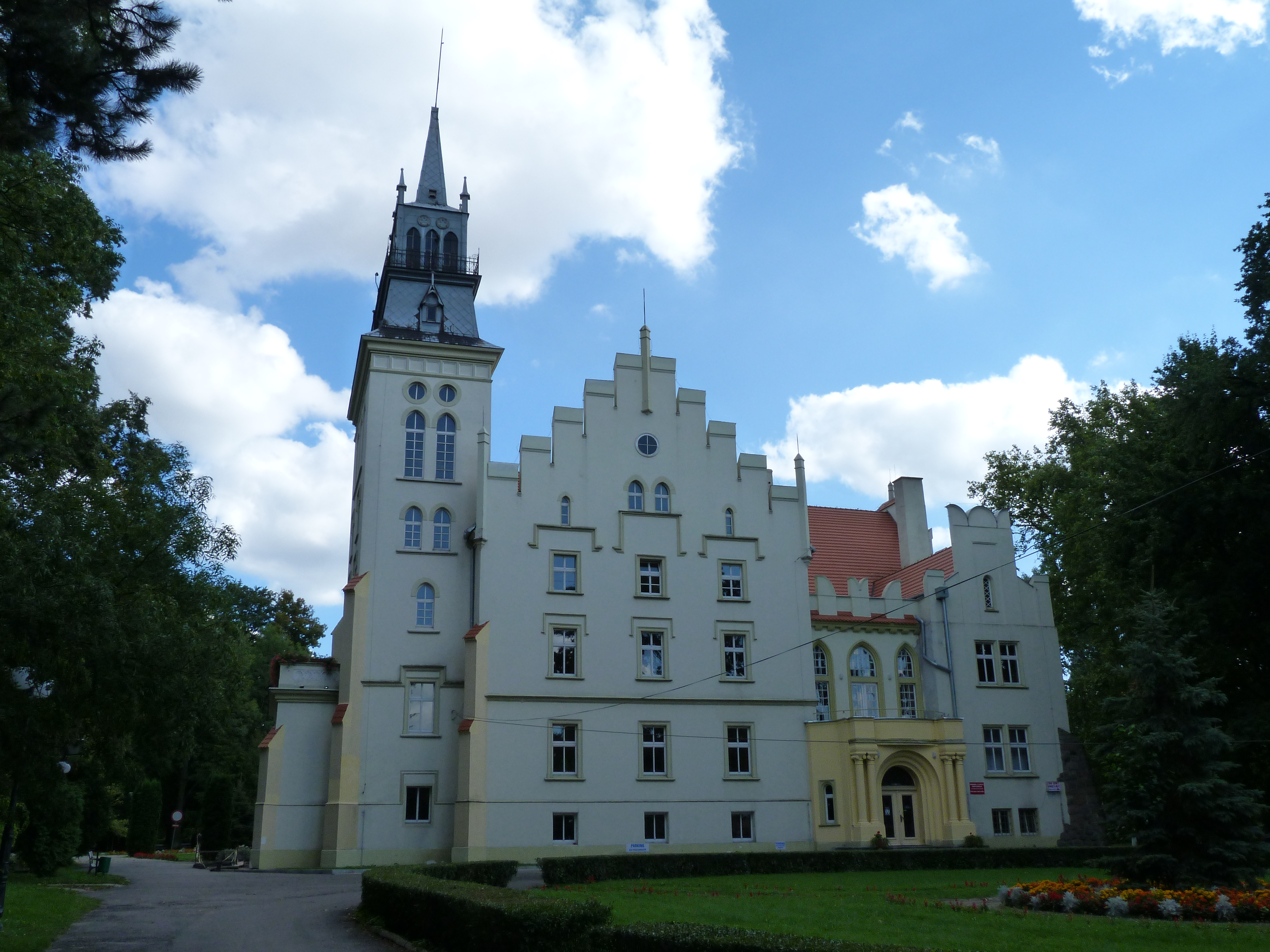
Südfront

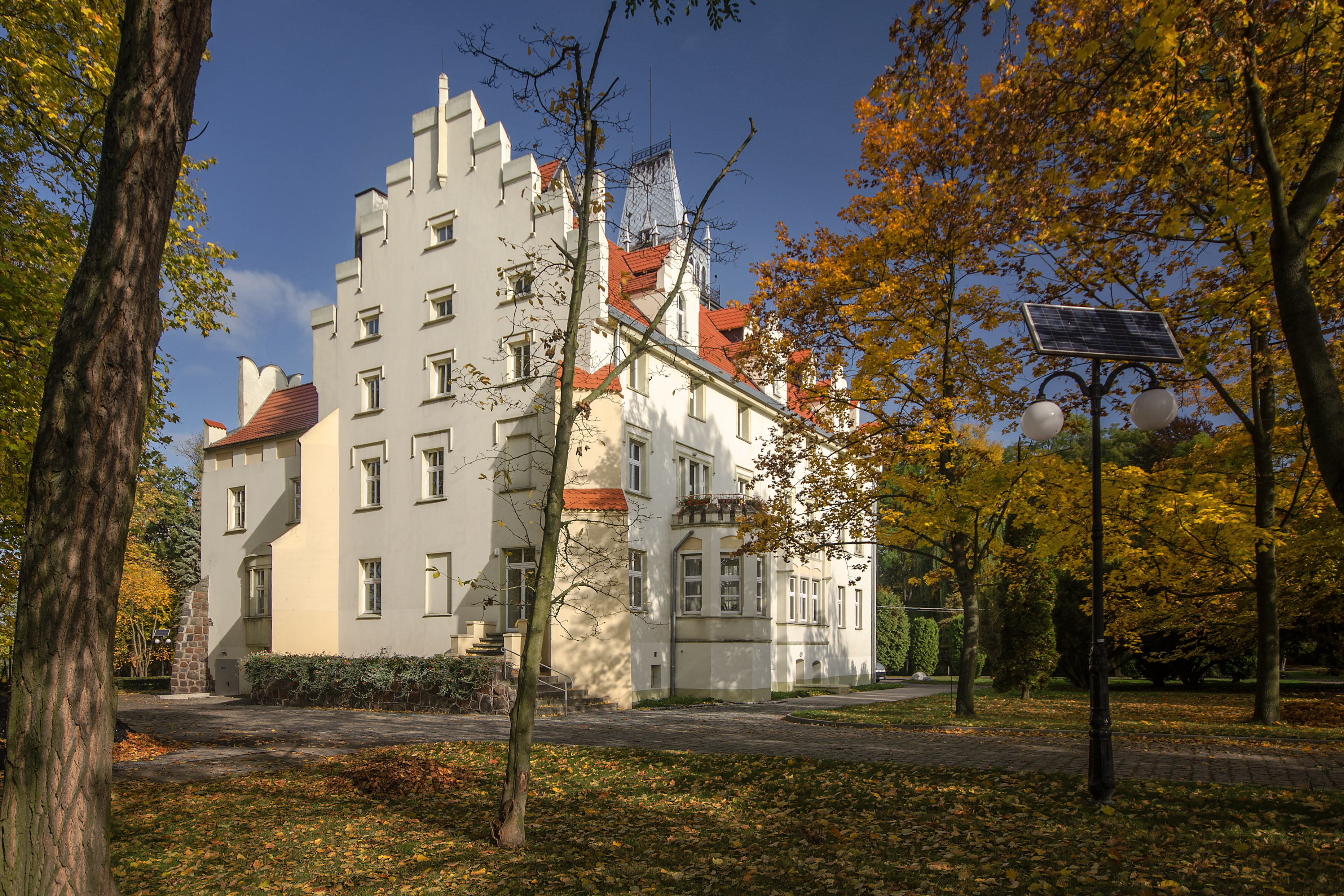
Südwestfront

Das Gelände, auf dem das Schloss Lorzendorf steht, wurde bereits im 17. Jahrhundert bebaut. Der heutige Bau wurde 1800 auf dem Fundament des vorherigen Hauses errichtet, seit 1829 im Besitz des Johann Friedrich Loesch, er stammte aus Breslau. Von 1872 bis 1874 wurde der Herrensitz durch die spät nobilitierte Familie von Loesch erweitert, die zeitgleich zu Berlin den preußischen Adelsstand erhoben wurde. Bauherr war der Sohn des Vorgenannten, der kgl. preuß. Premierleutnant Julius Friedrich von Loesch, verheiratet mit Viktoria Salice-Contessa (1842–1866). Erbe wurde in direkter Folge Artur von Loesch, Landesältester, kgl. preuß. Referendar a. D. und Oberleutnant d. R. eines Dragoner-Regiments. Als Gutsherren waren die Loesch zugleich Patron der Kirchengemeinde. Der Besitz umfasste 1907 etwa 755 ha. Der letzte Umbau des Herrenhauses geht auf das Jahr 1912 zurück, bei dem das Haus seinen heutigen neogotischen Stil erhielt.
Um 1937 betrug der Gesamtbesitz der Begüterung 696 ha, das Rittergut und das Vorwerk Klein Lorzendorf. Der Gutsbetrieb wurde von einem Ersten Beamten geführt. Der Besitz wurde zu einem Familienfideikommiss bestimmt. Bekanntester Gutseigentümer war Konrad von Loesch (1899–1939), liiert mit Ingeborg Gräfin von Zedlitz und Trützschler (1903–1948). Frau von Loesch war Mitglied der Deutschen Dendrologischen Gesellschaft. Die Schwester des Lorzendorfer Gutsherrn, Sibylle (1900–1966), war die Ehefrau des bekannten Militärs Fritz-Erich von Leweinski, genannt von Manstein. Die Hochzeit fand 1920 auf Schloss Lorzendorf statt. Letzter Grundbesitzer wurde deren nächstjüngerer Bruder Friedrich-Botho von Loesch (1903–1973), der später in Österreich ein Gut besaß.
Die Schriftstellerin Maria Frisé (1926–2022), Tochter des Konrad von Loesch, wuchs im Schloss Lorzendorf auf.
In den 1960er Jahren wurde das Herrenhaus in ein Drogentherapiezentrum umgewandelt. 1965 wurde der Schlossbau unter Denkmalschutz gestellt.

## Architektur und Ausstattung
Der Schlossbau hat einen rechteckigen Grundriss mit einem rechteckigen Turm im Osten und einem getreppten Blendgiebel. Die Hauptfassade besitzt ein Portikus und einen Erker. Im Keller und im Erdgeschoss befinden sich Tonnengewölbe. Im Inneren haben sich Stuckverzierungen und Vertäfelungen erhalten.
In direkter Nachbarschaft liegt ein Kornspeicher (Schüttboden genannt), der auf das Jahr 1894 zurückgeht.

## Schlosspark
Angrenzend an die östliche Seite liegt der Schlosspark mit einer Größe von 2 Hektar. Der Park besitzt eine Vielzahl an alten exotischen Bäumen. Dieser steht seit 1981 unter Denkmalschutz.